# Lambert II Polentani
Lambert II Polentani fou fill i successor de Ostasi I Polentani el 14 de novembre de 1346 a la senyoria de Ravenna.
Va governar conjuntament amb els seus germans Bernardí I Polentani i Pandulf Polentani. El 1347 Bernardí, del que se sospita que ja havia assassinat al pare, va empresonar a Pandulf i Lambert II i els va deixar morir de fam a la presó de Cervia.
Era solter i no va deixar fills.